# Tháng 10 năm 2010
Tháng 10 năm 2010 bắt đầu vào Thứ Sáu và kết thúc sau 31 ngày vào Chủ Nhật.